# Porcellio cruentatus
Porcellio cruentatus is een pissebed uit de familie Porcellionidae. De wetenschappelijke naam van de soort is voor het eerst geldig gepubliceerd in 1901 door Koch.